# Challenger de Cherburgo 2023
El torneo Challenger La Manche 2023 fue un torneo de tenis perteneció al ATP Challenger Tour 2023 en la categoría Challenger 75. Se trató de la 30.ª edición, el torneo tuvo lugar en la ciudad de Cherburgo (Francia), desde el 13 hasta el 19 de febrero de 2023 sobre pista dura bajo techo.

## Jugadores participantes del cuadro de individuales
| Favorito | País                 | Jugador              | Rank1 | Posición en el torneo |
| -------- | -------------------- | -------------------- | ----- | --------------------- |
| 1        | Bandera de Canadá    | Vasek Pospisil       | 100   | Primera ronda         |
| 2        | Bandera de Australia | John Millman         | 139   | Primera ronda         |
| 3        | Bandera de Francia   | Luca Van Assche      | 145   | Cuartos de final      |
| 4        | Bandera de Francia   | Hugo Grenier         | 148   | Segunda ronda         |
| 5        | Bandera de Francia   | Geoffrey Blancaneaux | 151   | Segunda ronda         |
| 6        | Bandera de Italia    | Giulio Zeppieri      | 166   | CAMPEÓN               |
| 7        | Bandera de Francia   | Laurent Lokoli       | 174   | Primera ronda         |
| 8        | Bandera de Suiza     | Alexander Ritschard  | 185   | Primera ronda         |

- 1 Se ha tomado en cuenta el ranking del 6 de febrero de 2023.

### Otros participantes
Los siguientes jugadores recibieron una invitación (wild card), por lo tanto ingresan directamente al cuadro principal (WC):
- Dan Added
- Clément Chidekh
- Kenny de Schepper

Los siguientes jugadores ingresan al cuadro principal tras disputar el cuadro clasificatorio (Q):
- Titouan Droguet
- Karl Friberg
- Gauthier Onclin
- Johan Tatlot
- Alexey Vatutin
- Denis Yevseyev

## Campeones

### Individual Masculino
- Giulio Zeppieri derrotó en la final a  Titouan Droguet, 7–5, 7–6(4)

### Dobles Masculino
- Ivan Liutarevich /  Vladyslav Manafov derrotaron en la final a  Karol Drzewiecki /  Kacper Żuk, 7–6(10), 7–6(7)